# AQ Interactive
AQ Interactive foi uma empresa de jogos eletrônicos no Japão. AQ significa "Artistic Quality". Ela é parente das companhias Artoon, Cavia e Feelplus. AQ Interactive desenvolveu jogos para Microsoft Game Studios e Nintendo.

## História
A AQ Interactive foi fundada em 1 de outubro de 2005, quando a Cavia, fundada em 1 de março de 2000, mudou de nome e se tornou uma holding responsável pela gestão de empresas subsidiárias, bem como pela venda e promoção de software de videogame. O negócio de planejamento e desenvolvimento de jogos da antiga empresa tornou-se Cavia Inc., que permaneceu uma subsidiária da AQI, até julho de 2010, quando a Cavia foi reabsorvida como parte da AQI.
publicou seu primeiro jogo em novembro de 2005, o título de lançamento do Xbox 360, Tetris: The Grand Master ACE.
Em 12 de março de 2009, a AQ Interactive, Inc. anunciou a mudança de sua sede para Shinagawa, Tóquio, entre junho e agosto de 2009.
Em 26 de março de 2009, a AQ Interactive, Inc. anunciou o estabelecimento de seus conteúdos móveis e divisões de negócios no exterior, a partir de 1 de abril de 2009.
Em agosto de 2010, a AQ Interactive fundiu e realocou os sites Artoon, Feelplus e Cavia em uma única página de produto de desenvolvimento AQI.
Em 31 de março de 2011, a AQ Interactive, Inc. anunciou a fusão de seus departamentos de negócios de software e diversão no departamento de negócios de consumo.
Em 23 de junho de 2011, a AQ Interactive, Inc. anunciou sua fusão com a Marvelous Entertainment e Liveware, a partir de 1 de outubro de 2011.

## Subsidiárias
- XSEED JKS, Inc.: Em 15 de maio de 2007, AQ Interactive, Inc. anunciou a aquisição da XSEED JKS, Inc., com transferência de ações antes de junho de 2007.[8][9] Em 1 de maio de 2009, a AQ Interactive, Inc. anunciou o aumento de sua participação na XSEED JKS, Inc. de 55,0% (486.636 ações) para 90,0% (766.859 ações) no dia do anúncio.[10]
- LINKTHINK Inc. (株式会社リンクシンク): Em 16 de abril de 2009, AQ Interactive, Inc. anunciou a aquisição da LINKTHINK Inc., a partir de 16 de abril de 2009. AQ Interactive, Inc. deteria 66,8% de participação (1.030 ações) da subsidiária.[11][12] Em 6 de novembro de 2009, a AQ Interactive, Inc. anunciou o aumento de sua participação na LINKTHINK Inc. para 100% (1.540 ações).[13]

### Ex-subsidiárias
- Microcabin Corporation (株式会社マイクロキャビン): Em 09/05/2008, AQ Interactive, Inc. anunciou a aquisição da Microcabin Corporation por meio de compra de ações, com negociação em 16 de maio de 2008.[14] Em 14 de janeiro de 2011, AQ Interactive, Inc. anunciou a venda de sua participação de 85% (312.704 ações) da Microcabin Corporation para Fields Corporation (フィールズ株式会社), e Microcabin Corporation tornou-se uma subsidiária consolidada da Fields Corporation.[15][16][17][18]
- Feelplus Inc. (株式会社フィールプラス): Uma subsidiária de transição da Cavia inc. Em 28 de abril de 2011, a AQ Interactive, Inc. anunciou a fusão da Feelplus Inc. com a AQ Interactive, Inc., a partir de 1 de agosto de 2011.[13]
- Cavia Inc. (株式会社キャビア): Em 28 de abril de 2011, a AQ Interactive, Inc. anunciou a fusão da Cavia Inc. com a AQ Interactive, Inc., a partir de 1 de agosto de 2011.[13]
- Artoon (株式会社アートゥーン): Em 28 de abril de 2011, a AQ Interactive, Inc. anunciou a fusão da Artoon com a AQ Interactive, Inc., a partir de 1 de agosto de 2011..[13]

## Jogos lançados
A seguir estão jogos desenvolvidos e/ou publicados pela AQ Interactive.

### Arcade
- Pokémon Battrio (2007):  Fighting
- Higurashi no Naku Koro ni Jong (Higurashi When They Cry personagens de jogo mahjong) (2009): Mahjong
- Touch the Numbers (TBA)
- Cubemall: UFO catcher
- Minna de Derby: Corrida de cavalo

### PlayStation 2
- Love Com (2006): Aventura
- Driver: Parallel Lines (versão japonesa) (2006): Ação
- Arcana Heart (2007): Luta
- Suggoi! Arcana Heart 2 (2009): Luta

### PlayStation 3
- Vampire Rain: Altered Species (2008): Ação e Aventura/Furtividade

### PlayStation Portable
- Jitsuroku Oniyome Nikki (2006): Ação
- Anata wo Yurusanai (2007): Romance visual
- Higurashi no Naku Koro ni Jan (2009): Mahjong
- CR Hana no Keiji Zan (Cancelled): Simulador de Pachinko

### Wii
- Victorious Boxers: Revolution (2007): Luta
- The World of Golden Eggs: Nori Nori Rhythm-kei (2008) : Ação rítmica
- Ju-on: The Grudge (2009): Survival horror/Aventura
- Club Penguin: Game Day! (2010): Coleção de minijogos

### Nintendo DS
- Boing! Docomodake DS (2007): Quebra-cabeça
- KORG DS-10 (2008): Software sintetizador de música
- Blue Dragon Plus (2008): RPG eletrônico de estratégia
- Away: Shuffle Dungeon (2008): Jogo narrativo
- KORG DS-10 Plus (2009): Software sintetizador de música

### Nintendo 3DS
- Cubic Ninja (2011): Quebra-cabeça de ação

### Xbox 360
- Tetris: The Grand Master ACE (2005): Quebra-cabeça
- Tsuushin Taisen Mahjong Touryuumon (2006): Mahjong
- Bullet Witch (2006): Ação e Aventura
- Vampire Rain (2007): Ação e Aventura/Furtividade

### Browser game
- Browser Sangokushi (2009): Estratégia/Simulação
- Baka to Test to Shōkanjū for Mixi (2010): Quiz/Simulação
- Derby Master (2010): Corrida de cavalo/Simulação
- Browser Baseball (2010): Esportes/Simulação

### iPhone
- Glandarius Wing Strike (2009): Shoot 'em up

## Jogos desenvolvidos

### Wii
- The Last Story (2011) – co-desenvolvido com Mistwalker e publicado pela Nintendo

### Nintendo 3DS
- Animal Resort (2011) – publicado por Marvelous Entertainment

### PlayStation 3
- No More Heroes: Heroes' Paradise (2010) – publicado pela Marvelous Entertainment e Konami

## Ligações Externas
- «Sítio oficial» (em japonês) (arquivado do original)
- AQ Interactive perfil em IGN
- LINKTHINK Inc. page